# CompuGroup Medical
Die CompuGroup Medical SE & Co. KGaA (auch CGM) ist ein börsennotiertes Softwareunternehmen mit Sitz in Koblenz, welches Software für das Gesundheitswesen entwickelt und anbietet. Es produziert Anwendungssoftware zur Unterstützung ärztlicher und organisatorischer Tätigkeiten in Arztpraxen, Apotheken, medizinischen Laboratorien und Krankenhäusern.
Das Unternehmen beschäftigte 2024 nach eigenen Angaben ca. 8.700 Mitarbeiter in 19 Ländern und vertrieb seine Produkte in 60 Länder.
Seit September 2013 ist die Aktie der CompuGroup Medical Bestandteil des Börsenindexes TecDAX.

## Geschichte
Die CompuGroup Medical SE & Co. KGaA geht auf die 1979 gegründete SKB 2 Geschäftsführungs-GmbH mit Sitz in Berlin zurück. Diese Gesellschaft firmierte 1983 in Compudent Anwendungsberatung und Computervertrieb GmbH um und verlegte ihren Sitz im Folgejahr nach Frankfurt am Main. Im Jahr 1987 erfolgte ein Formwechsel zur Compudent Aktiengesellschaft. 1992 übernahm Frank Gotthardt alle Stammaktien und fusionierte mit seiner Firma „Gotthardt Computer GmbH“ in Koblenz, wobei der Name Compudent AG wegen seiner Marktführerschaft und der Aktiengesellschaft beibehalten wurde. Zunächst wurden Dentalinformationssysteme angeboten, 1993 kam Software für den Humanbereich hinzu. 1997 erfolgte die Umfirmierung in die Compugroup Holding AG.
2004 erfolgte in Tschechien der Einstieg mit Arztinformationssystemen bei niedergelassenen Ärzten und Zahnärzten. Alsbald erfolgte in der Tschechischen Republik, in der Slowakei und in Polen der Einstieg in den Bereich der Krankenhausinformationssysteme. Ebenso erfolgte in Frankreich, Spanien und Italien der Einstieg bei Arztinformationssystemen. In Deutschland wurde das Portfolio um mehrere Produkte ergänzt: Medizinische Archivierungslösungen, Krankenhausinformationssysteme, multimediale Kommunikationsdienste, Arzneimittelinformationssysteme, Laborinformationssysteme, ein Zuweiserportal und Verwaltungssoftware für Kostenträger. Außerdem erfolgte der Einstieg bei webbasierten Patientenakten und der Aufbau intelligenter Assistenzsysteme für Ärzte.
Durch Zukäufe in Österreich wurde die Marktführerschaft bei Krankenhausinformationssystemen und Informationssystemen für niedergelassene Ärzte sowie für Akut-, Reha- und Sozialeinrichtungen erreicht. Der türkische Markt wurde mit dem Einstieg bei Arzt-, Krankenhaus- und Krankenkassen-Software erschlossen. Im skandinavischen Raum, Afrika und Asien wurden Kunden in den Bereichen niedergelassene Ärzte, Krankenhäuser und Labore hinzugewonnen. In den USA starteten die Aktivitäten bei Arztinformationssystemen und webbasierten Patientenakten; in den Niederlanden erfolgte der Markteintritt bei Arzt- und Apothekeninformationssystemen.
Um Pläne für eine Internationalisierung realisieren zu können, entschloss sich der Eigentümer im Jahr 1997 zur Namensänderung von Compudent AG in CompuGroup AG, der um die Jahrtausendwende realisiert wurde. 2010 wurde die CompuGroup Holding in CompuGroup Medical umbenannt und mit in der Zwischenzeit entstandenen Tochterunternehmen unter dieser Dachmarke vereint. Im Jahr 2016 erfolgte der Übergang von einer Aktiengesellschaft nach deutschem Recht zu einer Societas Europaea nach europäischem Recht. 2017 hatte das Unternehmen rund 4.600 Mitarbeiter an Standorten in 19 Ländern: Belgien, Dänemark, Deutschland, Frankreich, Indien, Italien, Niederlande, Norwegen, Österreich, Polen, Portugal, Rumänien, Schweden, Schweiz, Slowakei, Spanien, Südafrika, Tschechien und USA. Es zählt zu den führenden internationalen Anbietern von Software für das Gesundheitswesen.
Im Februar 2020 hat die CompuGroup Medical bekannt gegeben, dass ein Kaufvertrag für einen Teil des IT-Healthcare-Portfolios des Gesundheitssoftwareunternehmens Cerner in Deutschland und Spanien abgeschlossen wurde. Die Hauptprodukte des erworbenen Portfolios sind medico und Soarian Integrated Care, führende Krankenhausinformationssysteme in Deutschland, Selene, ein führendes Krankenhausinformationssystem in Spanien, sowie Soarian Health Archive, eine Archivlösung für Einrichtungen im Gesundheitswesen.
Zum 31. Dezember 2020 legte Gründer und CEO Frank Gotthardt sein Amt nieder und übernahm den Vorsitz des Verwaltungsrats. Seit dem 1. September 2024 ist Prof. (apl.) Dr. med. Daniel Gotthardt, Sohn des Unternehmensgründers, CEO. Er gehört darüber hinaus seit 2003 dem Aufsichtsgremium des Unternehmens an und ist seit 2020 Mitglied des Verwaltungsrats.
In Deutschland ist CGM seit Jahren mit verschiedenen Praxisverwaltungssystemen (PVS) Marktführer im ambulanten Bereich.
Am 9. Dezember 2024 machte der Finanzinvestor CVC Capital Partners ein Übernahmeangebot von 22 Euro pro Aktie für den am Markt gehandelten Aktien-Streubesitz. Die Gesellschaftergruppe um die Familie Gotthardt will ihren bisherigen Anteil von 50,1 Prozent an der Gesellschaft behalten und eine strategische Partnerschaft mit CVC eingehen.

## Standorte
Es gibt Standorte in 19 Ländern, dazu gehören Belgien, Dänemark, Deutschland, Frankreich, Italien, Niederlande, Norwegen, Österreich, Polen, Rumänien, Schweden, Schweiz, Slowakei, Spanien, Südafrika, Tschechien und USA. Stammsitz und Zentrale ist Koblenz. Hier ist auch ein Großteil der zentralen Softwareentwicklung beheimatet.

## Öffentliche Wahrnehmung
Das Unternehmen engagiert sich mit fünf weiteren Akteuren des Gesundheitswesens in einem vom Ministerium für Arbeit, Gesundheit und Soziales des Landes Nordrhein-Westfalen geförderten Projekt (dem Arzneimittelkonto NRW) zur Optimierung der Arzneimitteltherapiesicherheit (AMTS).
Kritik an dem Unternehmen gab es in folgenden Bereichen:
- Marktbeherrschende Stellung: Aufgrund seiner starken Mergers & Acquisitions Aktivitäten wurde dem Unternehmen eine aggressive Marktpolitik vorgeworfen, die dazu geeignet sei, monopolartige Preise für seine Produkte zu etablieren.
- Technische Abschottung der eigenen Systeme: Um den Anwendern einen Wechsel der Software zu erschweren und eigene Entwicklungen schwer zugänglich zu machen, so der Vorwurf, würden proprietäre Schnittstellen geschaffen und die Systeme so quasi für Drittanbieter unzugänglich gemacht.
- Die Kassenärztliche Bundesvereinigung (KBV) kritisiert CGM für die Umstellung laufender Verträge im Zusammenhang mit der neuen Pauschale zur Refinanzierung der Telematikinfrastruktur (TI), was zu erheblichen Mehrkosten für Vertragsärzte und -psychotherapeuten führt, ohne dass sich der Service verbessert. Zudem fiel die 21-tägige Widerspruchsfrist in die Haupturlaubszeit, wodurch viele das Widerspruchsrecht nicht nutzen konnten. Die KBV bemängelt außerdem, dass CGM die Interoperabilität der TI-Anwendungen behindert und Bestandskunden unnötige Kosten für nicht benötigte KIM-Adressen aufbürdet.[13]
- Der Hamburger Chaos Computer Club (CCC) hat einen Konnektor der CGM gehackt und kritisiert, dass der geplante kostenpflichtige Austausch der Konnektoren zur Telematikinfrastruktur (TI) eher kommerziellen Interessen als technischen Notwendigkeiten dient, obwohl ein Software-Patch zur Verlängerung der Sicherheitszertifikate ausreichend wäre. Der CCC bietet diesen Patch kostenfrei an, um den physischen Austausch zu vermeiden, und argumentiert, dass der Austausch unnötige Kosten und Elektroschrott verursacht.[14]
- Die Ärzte-Zeitung veröffentlichte am 13. Februar 2025 eine Umfrage des Zentralinstituts für die kassenärztliche Versorgung der Bundesrepublik Deutschland (Zi). Im März und April 2024 wurden 39 Praxisverwaltungssysteme untersucht, davon fünf von CGM. Danach gehörten vier Praxisverwaltungssysteme der CompuGroup Medical zu den fünf am schlechtesten bewerteten PV-Systemen nach Nutzerzufriedenheit (Net Promoter Score).[15]
- Am 14. Februar 2025 veröffentlichte Medical Tribune ebenfalls vom Zentralinstitut Zi ein entsprechendes Ranking der Fehlerhäufigkeit von Praxisverwaltungssystemen. Danach belegt CGM die ersten vier Plätze und zusätzlich Position 8 von 39 analysierten Systemen.[16]